# Чернецов, Никита Севирович
Ники́та Севи́рович Чернецо́в (род. 28 сентября 1972, Ленинград) — российский орнитолог. Доктор биологических наук, профессор, член-корреспондент РАН.

## Биография
Сын историка-африканиста С. Б. Чернецова и литературоведа М. В. Рождественской. Внук поэта Всеволода Рождественского.
В 1989—1994 годах обучался на биолого-почвенном факультете СПбГУ. Затем работал на Биологической станции «Рыбачий» Зоологического института РАН, директором которой являлся с 2015 по 2019 г. С 31 декабря 2019 г. — директор Зоологического института РАН.
В 2000—2002 годах — постдок в Институте орнитологии Общества Макса Планка (Орнитологическая станция Радольфцелль), Германия, у проф. Петера Бертольда. В 2005 году — постдок на кафедре поведенческой экологии Университета им. Адама Мицкевича в Познани, Польша.
С 2016 года — профессор кафедры зоологии позвоночных биологического факультета СПбГУ. В том же году избран членом-корреспондентом РАН по Отделению биологических наук (зоология).
Вице-президент Русского общества сохранения и изучения птиц.

## Труды
Специалист по миграциям, ориентации и навигации птиц. Особое внимание уделяет изучению устройства навигационной карты дальних мигрантов и компасных систем мигрирующих птиц.
В 2009 г. защитил докторскую диссертацию на тему «Миграция воробьиных птиц: остановки и полёт», изданную отдельной книгой на русском языке в 2010 г., а на английском — в 2012 г.
Владеет английским и немецким языками.

## Таксоны, названные в честь Чернецова
- Probles (Euporizon) chernetsovi Khalaim, 2018 (Ichneumonidae)[5]

## Высказывания
«Вот Олег Николаевич Пугачев мне неоднократно говорил: „Я — принципиальный противник грантовой системы финансирования науки“. Я в ответ так же регулярно отвечал: „А я принципиальный противник закона всемирного тяготения, но прыгать с 16-го этажа не рискну“».

## Сочинения
- Chernetsov, N. (2012). Passerine migration. Stopovers and flight. — Berlin, Heidelberg: Springer Verlag. — ISBN 978-3-642-29019-0